# 565
سنة 565 م (بالأرقام الرومانية: DLXV) كانت سنة بسيطة تبدأ يوم الخميس (الرابط يظهر نموذج الجدول الزمني الكامل للسنة) من التقويم اليولياني. بدأت تسمية السنة ب565 منذ العصور الوسطى المبكرة، عندما أصبح تقويم أنو دوميني هو الأسلوب السائد في أوروبا لتسمية السنوات.

## أحداث
- 15 نوفمبر – جستين الثاني يخلف عمه جستينيان الأول على عرش الإمبراطورية البيزنطية، ويبدأ عهده برفض تقديم الإعانات إلى الآفار الذين كانوا قد شنوا مجموعة من الإغارات واسعة النطاق على مناطق عدة من شبه جزيرة البلقان.

## مواليد
- حجل بن عبد المطلب أحد أعمام النبي محمد ﷺ .
- سيزبوت، ملك القوط الغربيين (تاريخ تقريبي)

## وفيات
- جستنيان الأول